# Gary Wheadon
Gary Wheadon (* 1. Februar 1981 in Welkom) ist ein südafrikanischer Squashspieler.

## Karriere
Gary Wheadon spielte 2007 erstmals auf der PSA World Tour und gewann auf dieser einen Titel. Seit 2009 bestreitet er nur noch vereinzelt internationale Turniere in Südafrika. Seine höchste Platzierung in der Weltrangliste erreichte er mit Rang 114 im März 2008. Mit der südafrikanischen Nationalmannschaft nahm er 2017 und 2019 an der Weltmeisterschaft teil. Im selben Jahr wurde er südafrikanischer Meister.

## Erfolge
- Gewonnene PSA-Titel: 1
- Südafrikanischer Meister: 2017